# Torben Bendig
Torben Bendig (* 1988 in Göttingen) ist ein deutscher Schauspieler.

## Leben
Bendigs Karriere begann 2008, als er in dem Kurzfilm Driving Élodie die Rolle des Tims spielte. Im selben Jahr wirkte er auch in der ZDF-Vorabendserie Da kommt Kalle mit. In dem Theaterstück Jugend Ohne Gott erhielt er 2009 eine Rolle. 2010 spielte er unter der Regie von Maria Pavlidou in dem Film Sprungbrett mit.
Ab der Folge 136 bis zum Ende der 2. Staffel spielte Bendig eine durchgehende Rolle in der TV-Serie Das Haus Anubis. Als Max war er von 2010 bis 2011 als erster Darsteller dieser Rolle bei dem Kindersender Nickelodeon zu sehen.
Torben Bendig wohnt in Göttingen.

## Filmografie
- 2008: Driving Élodie
- 2008: Da kommt Kalle
- 2009: Jugend Ohne Gott (Theateraufzeichnung)
- 2010: Sprungbrett
- 2010–2011: Das Haus Anubis
- 2012: Tatort – Ordnung im Lot